# 河口镇 (道真县)
河口镇，是中华人民共和国贵州省遵义市道真仡佬族苗族自治县下辖的一个乡镇级行政单位。
2016年1月14日，贵州省人民政府批复同意道真自治县部分乡镇行政区划调整，撤销河口乡，设置河口镇。

## 行政区划
河口镇下辖以下地区：
石桥村、幸民村、车田村、梅江村、大田村、三坝村和竹林塘村。